# Детектив Найт (серія фільмів)
Серія фільмів «Детектив Найт» — трилогія американських бойовиків 2022—2023 років, знята режисером Едвардом Дрейком за оригінальною історією, яку він написав у співавторстві з Корі Ларджем. Серія присвячена поліційним розслідуванням детектива-ветерана Джеймса Найта, роль якого в усіх фільмах виконує Брюс Вілліс (одна з його останніх ролей, перед завершенням акторської кар'єри через проблеми зі здоров'ям). Сюжет кожного фільму пов'язаний з певним святом та прослідковує спроби головного героя розкрити пов'язану з ним злочинну діяльність.
Загалом, фільми були неоднозначно зустрінуті критиками та глядачами. Перша частина, «Бунтар», її продовження, «Спокута», а також третій і останній фільм, «Незалежність», були розкритиковані за швидкоплинність, якість категорії «B» та сценарій. Натомість окремі фільми здобули позитивні реакції за структуру розповіді, роботу сценариста й режисера із вшанування Брюса Вілліса в багатьох сюжетних лініях. Серія фільмів «Детектив Найт» заробила понад 320 тисяч доларів США в прокаті завдяки обмеженому міжнародному прокату в кінотеатрах.

## Фільми
| Назва                       | Оригінальна назва                     | Дата випуску в США | Режисер / сценарист | Автори сюжету            | Продюсери                               |
| --------------------------- | ------------------------------------- | ------------------ | ------------------- | ------------------------ | --------------------------------------- |
| Детектив Найт: Бунтар       | Detective Knight: Rogue (IMDb)        | 21 жовтня 2022     | Едвард Дрейк        | Едвард Дрейк, Корі Лардж | Рендалл Еммет, Джордж Фурла, Корі Лардж |
| Детектив Найт: Спокута      | Detective Knight: Redemption (IMDb)   | 9 грудня 2022      | Едвард Дрейк        | Едвард Дрейк, Корі Лардж | Рендалл Еммет, Джордж Фурла, Корі Лардж |
| Детектив Найт: Незалежність | Detective Knight: Independence (IMDb) | 23 січня 2023      | Едвард Дрейк        | Едвард Дрейк, Корі Лардж | Роберт Дін, Корі Лардж                  |

### «Детектив Найт: Бунтар» (2022)
У дні святкування Хелловіну відбувається серія пограбувань банків злочинцями в масках. Розслідування провадить Джеймс Найт, детектив із сумнівно репутацією, та його напарник-детектив Ерік Фіцджеральд на прізвисько Фітц. За допомогою колеги, детектива Годвіна Санго, трійця виходить на слід бізнесмена, на ім'я Вінна. Змирившись із демонами зі свого минулого, Найт виявляє, що банда грабіжників може бути пов'язана з поліцією.

### «Детектив Найт: Спокута» (2022)
Детектив Найт опиняється у в'язниці після вбивства пари злодії, але детектив Фітцджеральд намагається виправдати напарника. Згодом, під час різдвяних свят, все ще ув'язненого Найта залучають до розслідування організації втечі, за якою стоїть тюремний капелан Рікі Конлан. Найт отримує можливість очистити своє ім'я і зупинити злочинців банди «Різдвяного Бомбера».

### «Детектив Найт: Незалежність» (2023)
Детектив Джеймс Найт збирається на пенсію, але напередодні Дня незалежності в місті з'являється група особливо небезпечних злочинців, які пересувають на машині швидкої допомоги, залишають по собі гори трупів та готують великий «святковий» переполох, а також збираються підірвати будинок самого Найта.

## Акторський склад і персонажі
| Персонажі                          | Фільми                    | Фільми                    | Фільми                      |
| Персонажі                          | Детектив Найт: Бунтар     | Детектив Найт: Спокута    | Детектив Найт: Незалежність |
| Основний акторський склад          | Основний акторський склад | Основний акторський склад | Основний акторський склад   |
| ---------------------------------- | ------------------------- | ------------------------- | --------------------------- |
| детектив Джеймс Найт               | Брюс Вілліс               | Брюс Вілліс               | Брюс Вілліс                 |
| детектив Ерік Фіцджеральд («Фітц») | Лохлін Манро              | Лохлін Манро              | Лохлін Манро                |
| детектив Годвін Санго              | Джиммі Жан-Луї            | Джиммі Жан-Луї            | Джиммі Жан-Луї              |
| Вінна                              | Майкл Еклунд              | камео                     |                             |
| Кейсі Роудс                        | Бо Мірхофф                | Бо Мірхофф                |                             |
| Мерсер                             | Корі Лардж                | Корі Лардж                |                             |
| Майк Рочестер                      | Тревор Грецкі             |                           |                             |
| Ніккі Сайкс                        | Кія Кінг                  |                           |                             |
| Рікі Конлан («Різдвяний Бомбер»)   | Пауль Йоханссон           | Пауль Йоханссон           |                             |
| Дажон                              | Коді Кірслі               | Коді Кірслі               |                             |
| Максвелл Рой                       | Сара Мей Соммерс          | Сара Мей Соммерс          |                             |
| Джеррі Ліч                         | Нельс Леннарсон           | Нельс Леннарсон           |                             |
| Дезі                               |                           |                           | Джек Кілмер                 |
| Еллі                               |                           |                           | Вербові щити                |
| Вінсент                            |                           |                           | Тімоті В. Мерфі             |
| Другорядний акторський склад       |                           |                           |                             |
| капітан Анна Шей                   | Міранда Едвардс           | Міранда Едвардс           |                             |
| мер Вассетті                       | Джон Кассіні              | Джон Кассіні              |                             |
| Артур Вассетті                     | Джеррі Ю                  | Джеррі Ю                  |                             |
| Лілі                               | Гантер Дейлі              | Гантер Дейлі              |                             |
| Клара Найт                         | Еліс Комер                | Еліс Комер                |                             |
| Бріґґа                             | Джонні Месснер            | камео                     |                             |
| «Гросмейстер»                      | Раян Сюе                  | Раян Сюе                  |                             |
| шеф поліції Шарлотта Бернем        |                           |                           | Діна Меєр                   |
| Пітер О'Меллі                      |                           |                           | Френсіс Кронін              |
| Шон Бестон                         |                           |                           | Скотт Каргл                 |
| Ніко                               |                           |                           | Майкл Спаркс                |
| Кірілл                             |                           |                           | Марк Г'юлетт                |
| Джордж                             |                           |                           | Лоренцо Антонуччі           |
| Квінн                              |                           |                           | Дакс Спангол                |

### Члени знімальної групи та деталі виробництва
| Фільми                      | Члени знімальної групи | Члени знімальної групи | Члени знімальної групи | Деталі виробництва                                                                      | Деталі виробництва | Деталі виробництва      |
| Фільми                      | Композитор             | Кінооператор           | Редактор               | Виробники                                                                               | Дистриб'ютори      | Тривалість фільмів, хв. |
| --------------------------- | ---------------------- | ---------------------- | ---------------------- | --------------------------------------------------------------------------------------- | ------------------ | ----------------------- |
| Детектив Найт: Бунтар       | Скотт Каррі            | Лаффрі Вітброд         | Джастін Вільямс        | Lions Gate Films, Emmett/Furla Oasis Films, BondIt Media Capital, Buffalo 8 Productions | Lionsgate          | 105                     |
| Детектив Найт: Спокута      | Скотт Каррі            | Лаффрі Вітброд         | Джастін Вільямс        | Lions Gate Films, Emmett/Furla Oasis Films, BondIt Media Capital, Buffalo 8 Productions | Lionsgate          | 93                      |
| Детектив Найт: Незалежність | Скотт Каррі            | Лаффрі Вітброд         | Джастін Вільямс        | Lions Gate Films, Emmett/Furla Oasis Films, BondIt Media Capital, Buffalo 8 Productions | Lionsgate          | 91                      |

## Сприйняття

### Касові збори і рейтинг за рецензіями
| Фільми                      | Касові збори, доларів | Касові збори, доларів | Критика            | Критика         | Критика        |
| Фільми                      | США                   | Світ                  | Rotten Tomatoes    | Rotten Tomatoes | Metacritic     |
| --------------------------- | --------------------- | --------------------- | ------------------ | --------------- | -------------- |
| Детектив Найт: Бунтар       | -                     | 95 244                | 67 % (9 рецензій)  | 5,6/10          | -              |
| Детектив Найт: Спокута      | -                     | 192 939               | 67 % (9 рецензій)  | 5,3/10          | - (4 рецензій) |
| Детектив Найт: Незалежність | -                     | 36 171                | 67 % (12 рецензій) | 5,7/10          | -              |
| Усього                      | 324 354               | 324 354               |                    |                 |                |